# Zygocera mastersi
Zygocera mastersi är en skalbaggsart som först beskrevs av Francis Polkinghorne Pascoe 1871.  Zygocera mastersi ingår i släktet Zygocera och familjen långhorningar. Inga underarter finns listade i Catalogue of Life.